# 冒牌偶像
《冒牌偶像》（日語：アイドルプリテンダー）是日本漫画家晴濑浩贵在秋田书店漫画杂志《Champion RED Ichigo》连载的漫画作品。
本部漫画的主题为爱情喜剧，宣传的标语是“混乱的性别和多重的爱情路线”。虽然女主角肌体露出度（殺必死）很高，但没有色情的成分。

## 剧情简介
以男人中的男人为目标奋斗的男主角，因为在一次感冒时误服了奇怪的药而变成了一个可爱的女孩。当她知道再买一次那个药需要3亿元后，无奈之下只能在好友协助下去做偶像，以赚3亿为目标。

## 主要登场人物
在《Champion RED Ichigo》2013年2月号公布了部分角色的广播剧配音演员。
因瑛太（ちなみ えいた）/缘（ちなみ）
声优：花澤香菜
男主人公→女主人公。以成为“男人中的男人”为目标，在感冒时因将好友小栗圭介购买的不明药物“神之美DX”（标价3亿日元）误以为是感冒药而服下后，变成了一个女孩。在好友小栗圭介的训练和力荐下，而开始从事写真偶像的工作。在变成女孩后，身心逐渐产生变化，对前辈北乃结方和好友小栗圭介的感情定位有了不同。由于是女孩加上偶像，能够熟悉地上妆、烹饪等女性的工作，但对此感到沮丧，认为这让自己与原来的目标“男人中的男人”愈来愈远。因为原本是男人，所以体力十分大。
小栗圭介（おぐり けいすけ）
声优：浅沼晋太郎
在瑛太变成女生后以经纪人身份陪伴和照顾她。虽然身为学生，但却是一个经纪人公司的管理人。性格自恋，喜欢角色扮演（尤其是男扮女装）。虽然平时很随便，但为了缘却可以挺身而出。
北乃结方（北乃 ユイカ）
声优：佐藤利奈
瑛太（缘）在学校里的前辈，同时也是瑛太暗恋的人。在学校里是脱颖而出的美少女，实际上却喜欢有男子气概的人，是瑛太变成女生后第二个照顾她的人。在和瑛太进行第一次试镜时，因看到瑛太挺身而出踢碎坠物后，对她产生了爱慕之情。酒量低，连鸡尾酒都不能承受。
苍井昴（蒼井 すばる）
新秀偶像。看起来是十分可爱的女孩，实际上是一个有异装癖爱好的男孩（伪娘）。因为想要“让更多的人认识到自己的可爱”，选择去当偶像。在自认为被别人认为很恶心的异装癖被缘认可后，对缘产生爱慕。之后百般纠缠缘，甚至达到以GPS监控的地步。
泷泽凛太郎（滝沢 凜太郎）
人气男性演员。实际上却是女性，本名凛。在拍摄连续剧时被小栗圭介保护后，开始喜欢小栗圭介，实际上是个純情少女。家政课的成績十分差，行动上十分冒失，睡相也十分差。
黛黑造（黛 黒造）
声优：不明
专业摄影师。以“萌与自然的融合”为艺术，实际上就是以高曝光度拍摄女性露出度高或是极具挑逗性的照片。在被小栗圭介怒打后，却以其为导师，要成为其学生。

## 書籍信息
- 秋田書店〈Champion RED Comics〉，全3卷。
  1. 2012年2月20日发售 ISBN 978-4-253-23457-3
  2. 2013年1月18日发售 ISBN 978-4-253-23458-0
  3. 2013年10月18日发售 ISBN 978-4-253-23450-4